# Bayside (Texas)
Bayside é uma cidade  localizada no estado norte-americano do Texas, no Condado de Refugio.

## Demografia
Segundo o censo norte-americano de 2000, a sua população era de 360 habitantes. 
Em 2006, foi estimada uma população de 364, um aumento de 4 (1.1%).

## Geografia
De acordo com o United States Census Bureau tem uma área de 
2,9 km², dos quais 2,7 km² cobertos por terra e 0,2 km² cobertos por água. Bayside localiza-se a aproximadamente 5 m acima do nível do mar.

## Localidades na vizinhança
O diagrama seguinte representa as localidades num raio de 20 km ao redor de Bayside. 